# Paul Schulze (Widerstandskämpfer)
Paul Schulze (* 16. Juni 1898 in Niederlehme; † 26. Juni 1944 in der Justizvollzugsanstalt Brandenburg) war ein deutscher Widerstandskämpfer gegen den Nationalsozialismus. 

## Leben
Paul Schulze hatte seine Lehre bei einem Fleischer wegen der Einberufung 1917 als Soldat zum Ersten Weltkrieg nie beendet. Er arbeitete bis 1938 als Gelegenheitsarbeiter in Niederlehme und half bei Schlachtungen. Ab 1938 war er als „Hilfsschlosser“ bei der Berliner Maschinenbau AG, (BMAG) in Wildau angestellt. Seine Frau Johanna war vor 1929 politisch organisiert, sie stand 1929 auf der KPD-Wahlliste zur Gemeindewahl. Am 3. März 1933 wurde Paul Schulze durch SA bei einer Razzia festgenommen und wurde vier Tage im Amtsgerichtsgefängnis in Königs Wusterhausen festgehalten. Paul und Johanna Schulze waren in Niederlehme als Kommunisten bekannt. 
Im Wildauer Werk der BMAG gab es ab 1942 eine organisierte Widerstandsgruppe namens Kampfbund um Otto Grabowski. Diese Gruppe hatte Kontakte zur Gruppe um Erich Prenzlau.
Paul Schulze wurde unter dem Decknamen „Schnecke“ in den Beitragslisten ab März 1942 geführt. Außerdem kannte er Wilhelm Jacob, ein weiteres Mitglied des Kampfbund, bereits aus Niederlehme. Paul Schulze nannte dem Berliner weitere Namen ihm bekannter früherer Kommunisten aus seinem Heimatort. Von diesen wurden Franz Suter, Karl Scherer und Paul Schütze dann auch Mitkämpfer im Kampfbund, drei weitere lehnten ab. 
Paul Schulze half neben seiner Arbeit bei der BMAG weiterhin bei Hausschlachtungen. Dies führte im April 1943 zu einer Anzeige wegen „Schwarzschlachtens“. Paul Schulze entzog sich einer möglichen Festnahme durch Flucht, dabei wurde er von Mitgliedern des Kampfbundes unterstützt. Mittlerweile hatte die Gestapo allerdings auch den Leiter der Gruppe in Wildau Otto Grabowski verhaftet und auch seine Frau Johanna wurde am 5. Juni 1943 in Niederlehme verhaftet. Paul Schulze wurde ebenfalls am 5. Juni 1943 in Süddeutschland verhaftet, aber erst am 25. Juni 1943 nach Berlin gebracht. 
Paul Schulze wurde gemeinsam mit seiner Ehefrau Johanna Schulze und Hedwig Hellwig vor dem Volksgerichtshof am 9. Mai 1944 in Potsdam angeklagt. Paul Schulze wurde wegen „Vorbereitung zum Hochverrat und Feindbegünstigung“ zum Tode verurteilt. Seine Frau Johanna wurde zu 12 Jahren Zuchthaus verurteilt. Hedwig Hellwig, sie hatte ihn auf der Flucht beherbergt, wurde zu einem Jahr Gefängnis verurteilt. Paul Schulze wurde am 26. Juni 1944 hingerichtet. Seine Frau wurde im Frauenzuchthaus Jauer in Niederschlesien 1945 befreit. Paul Schulze hinterließ außerdem eine erwachsene Tochter.

## Ehrungen
- In Niederlehme, in der Straße „Am Dorfanger“, heute Ortsteil von Königs Wusterhausen, erinnert ein Ehrenmal an Paul Schütze, Karl Scherer und Paul Schulze